# Munhoz de Melo
Munhoz de Melo is een gemeente in de Braziliaanse deelstaat Paraná. De gemeente telt 3.714 inwoners (schatting 2009).